# اسمیتسون (ایندیانا)
اسمیتسون (به انگلیسی: Smithson) یک منطقهٔ مسکونی در ایالات متحده آمریکا است که در ایندیانا واقع شده‌است. اسمیتسون ۲۱۱ متر بالاتر از سطح دریا واقع شده‌است.